# Diospilus nigricornis
Diospilus nigricornis är en stekelart som först beskrevs av Wesmael 1835.  Diospilus nigricornis ingår i släktet Diospilus och familjen bracksteklar. Arten är reproducerande i Sverige. Inga underarter finns listade i Catalogue of Life.